# 악마불가사리

악마불가사리(학명 : Acanthaster planci) 또는 가시왕관불가사리(crown-of-thorns starfish)는 주로 산호 폴립이 주식인 불가사리강에 속하는 종이다. 생긴 모습이 마치 악마 혹은 가시왕관 같아서 이름이 붙여졌다. 가장 큰 불가사리 중 하나이다. 인도양, 태평양에 분포하며, 오스트레일리아에서 가장 많이 볼 수 있다. 열대 지방이나 아열대 지방에만 서식한다. 산호 군락지에 주로 서식한다.

## 설명
악마불가사리(학명 : Acanthaster planci)의 몸 형태는 중심 원반에서 팔이 방사형으로 뻗어 있는 전형적인 불가사리와 본질적으로 동일하다. 그러나 이 생물의 특별한 특징으로는 원반형의 몸, 여러 개의 팔, 유연성, 물건을 붙잡을 수 있는 능력(파지력), 많은 가시, 그리고 체중이나 몸집에 비해 위의 표면적이 큰 점 등이 있다. 팔 끝까지 뻗어 있는 두 줄의 수많은 관족(관다리) 덕분에 물건을 붙잡는 능력이 생긴다. 여러 개의 팔을 가지게 되면서 불가사리의 전형적인 오각대칭(5개의 대칭 구조)을 잃었지만, 생애 초기에는 이러한 대칭구조로 시작한다. 악마불가사리는 실제 상을 형상하는 시각(영상 시각)을 가지고 있다.

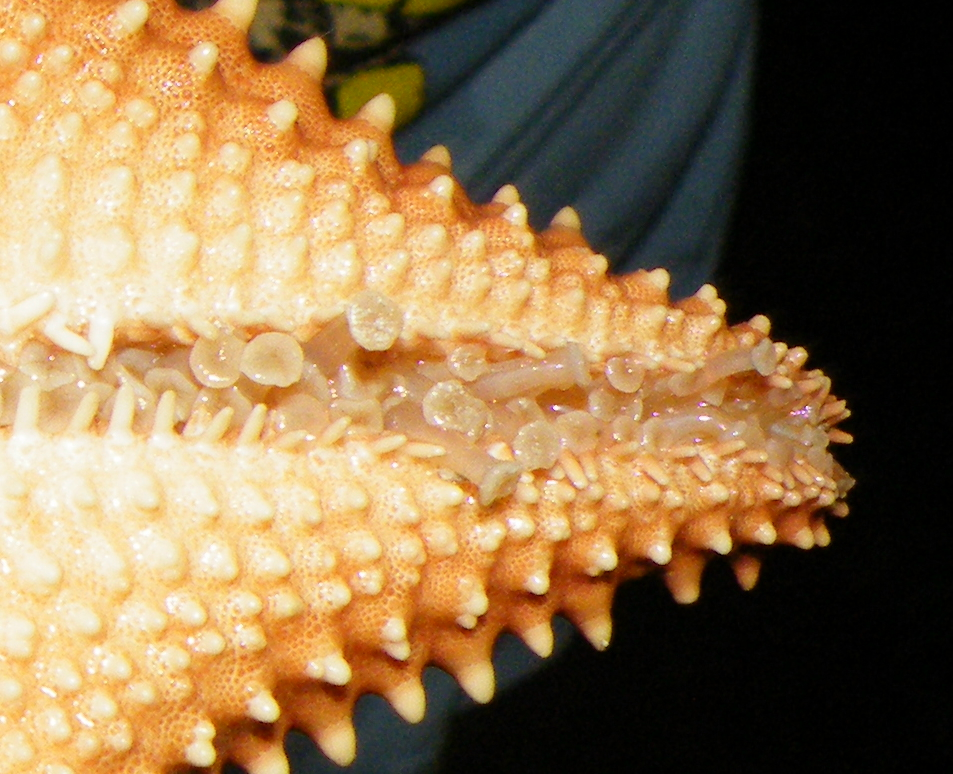
관족(관다리)

악마불가사리의 몸은 겉보기에는 단단해 보이지만, 먹이로 삼는 산호의 굴곡에 맞춰 몸을 구부리거나 비틀 수 있다. 각 팔의 아랫면에는 맞물린 판들이 줄지어 있어 홈을 형성하며, 이는 입까지 이어진다.
개체의 식단이나 서식 지역에 따라 색상은 자주색, 자주색-푸른색, 붉은 회색 또는 갈색(붉은색 가시 끝 포함), 또는 노란색 가시 끝이 있는 녹색일 수 있다.
팔과 몸의 윗면(배측면)에 잇는 길고 날카로운 가시는 왕관 모양을 형성하며, 이는 이 생물이 '가시왕관불가사리(crown-of-thorns starfish)'라는 이름을 얻게 한 이유이다. 이 가시들은 4 ~ 5 cm 길이이며, 단단하고 매우 날카로워 부드러운 표면을 쉽게 지를 수 있다. 위쪽(배측)에는 날카로운 가시가 아랫면(구강면)에는 무딘 가시가 있지만, 가시불가사리의 일반적인 몸 표면은 막성이고 부드럽다. 물에서 꺼내면 몸 표면이 파열되고 체액이 흘러나와 몸이 납작하게 붕괴된다. 가시도 눕고 납작해지지만, 생존 상태라면 물에 다시 담갔을 때 원래 형태로 회복된다.

## 특징
인도-태평양 지역에서 흔히 발견된다. 몸 지름 25 ~ 35cm 정도로 최대 80cm까지 자라기도 하는데 불가사리 중에서는 해바라기불가사리 다음으로 크다.팔은 최대 21개까지 있는데, 굳이 그 정도가 아니어도 흔히 아는 형태의 불가사리보다는 압도적으로 팔이 많다. 거대한 덩치에다 독을 가진 가시로 중무장한 무시무시하게 생긴 외모를 지녔다. 이 독가시는 최대 5cm까지 자라며 사람 피부 정도는 쉽게 뚫을 수 있을 정도로 단단하고 날카롭다. 독의 종류는 사포닌인데 세제와 비슷하게 거품을 발생시켜서 이 불가사리를 물에 넣으면 거품이 난다. 사람이 죽을 정도로 강력한 맹독성 동물은 아니지만 사람이 독가시에 찔리면 몇 시간 동안 따끔거리는 통증과 출혈, 일주일 이상 지속되는 메스꺼움 같은 증세에 시달리게 된다.
덩치가 크고 독을 가졌지만, 천적이 없지는 않다. 할리퀸새우와 나팔고둥이 천적인데, 특히 나팔고둥은 독가시에도 개의치않고 악마불가사리를 사냥한다.
산호초에도 매우 큰 피해를 주는 것으로 알려졌지만, 사실 악마불가사리도 원래 생태계에서 중요한 역할을 한다. 과잉성장한 산호가 있으면, 다른 산호가 도태되기 전에 잡아먹어서 산호초 전체의 균형을 유지시켜주고, 산호초의 균형을 잡아줌으로서 산호초에 서식하는 물고기와 갑각류 등의 다양한 해양 생태계가 원활하게 유지되도록 도움을 준다. 미역이나 다시마와 갗은 주요 수산자원인 해조류를 마구 갉아먹는 성게들을 줄이는데도 큰 역할을 한다. 인간들이 악마불가사리의 천적인 나팔고둥을 마구잡이로 포획한 탓에 안 그래도 드물었던 천적이 없어진 악마불가사리가 비정상적으로 번식해서 산호초를 죄다 먹어치워서 문제가 된 것 뿐이다.

## 분류단계

### 과(Family)
악마불가사리과(Acanthasteridae)는 단일 속으로 이루어져 있으며, 불가사리강 내에서의 분류학적 위치는 아직 확립되지 않았디. 일반적으로 이 과는 뚜렷이 고립된 독립적인 분류군으로 간주된다. 최근 고생물학자 Daniel Blake는 악마불가사리(학명 : Acanthaster planci)의 비교형태학적 연구를 통해 이 종이 돌불가사리과(Oreasteridae)의 여러 종과 형태적으로 강한 유사성을 지닌다고 보았다. 이에 따라 그는 악마불가사리과(Acanthasteridae)를 기존의 유극목(Spinulosida, 가시가 많은 불가사리들이 속하는 목)에서 언변목(Valvatida, 비교적 둥근 판 모양의 불가사리들이 속한 목)으로 이동시키고, 이 과가 돌불가사리과(Oreasteridae)에 근연하며 그로부터 유래했을 가능성이 있다고 판단하였다.

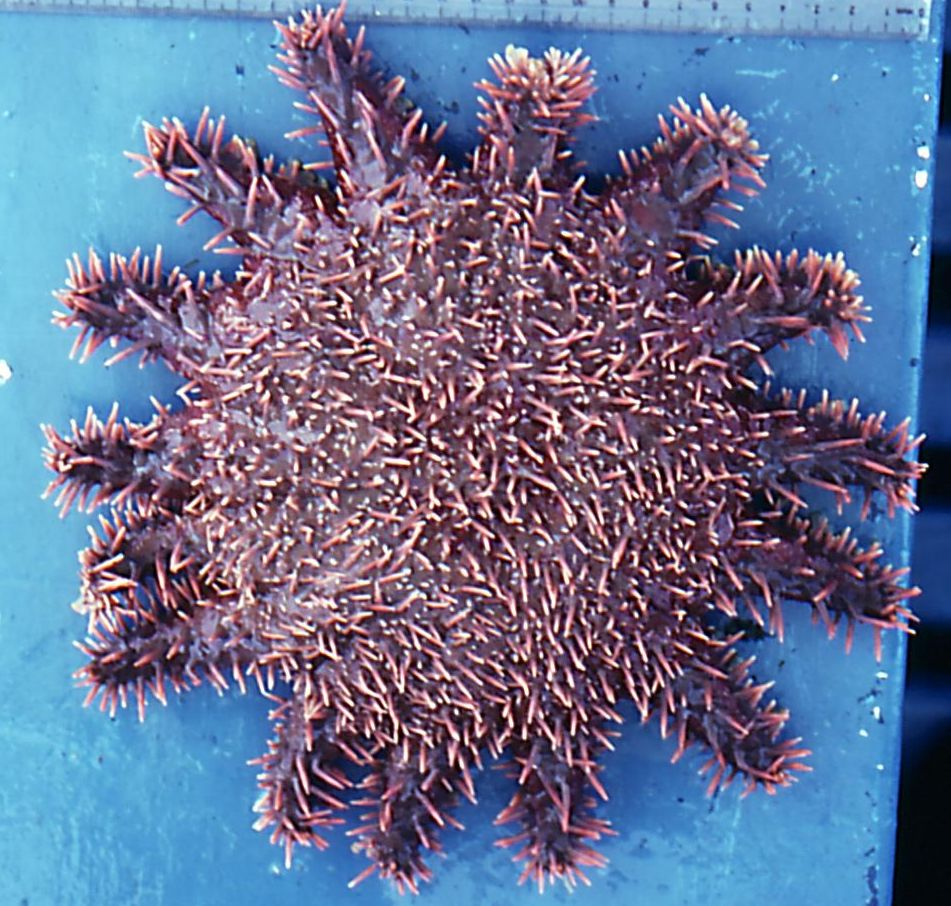
짧은 가시왕관 불가사리

그러나 가시왕관불가사리(악마불가사리)속(Acanthaster)은 단일 종이 아니며, 이 속을 논의할 때는 짧은 가시 왕관불가사리(Acanthaster brevispinus)라는 다른 종을 함께 고려해야 한다는 점이 복잡성을 더한다. 짧은 가시 왕관불가사리(Acanthaster brevispinus)는 전혀 다른 서식 환경에서 발견되며, 비교적 규칙적인 표면과 파랑의 영향이 적은 중간 수심의 연질 기질 위에서 서식한다. 이 종은 때때로 연질 기질 서식 불가사리처럼 기질 속에 잠복해 지내기도 하는 것으로 추정된다.

### 종과 속(species and genus)
악마불가사리는 과학 문헌에서 오랜 역사를 지니고 있으며, 처음부터 속명과 종명에 대한 큰 혼란이 있었다. 또한 복잡한 동의어들이 길게 이어져 있었다. Georg Eberhard Rhumphius는 1705년에 이 불가사리를 처음으로 기술하며, 이를 Stella marina quindecium radiotorum(열다섯 개의 방사형 팔을 가진 불가사리)로 명명했다. 이후 Carl Linnaeus는 1743년에 Plancus와 Gualtieri의 그림을 바탕으로 이를 Asterias planci로 기술하며 이명법을 도입했다. 그러나 표본은 알려져 있지 않으며, Plancus와 Gualtieri의 1743년 그림에 대한 표본은 현재 존재하지 않는다.
그 후 악마불가사리에 사용된 속명은 Stellonia, Echinaster, Echinites 등이 있었고, 결국 1841년에 Acanthaster로 확정되었다(Gervais 1841). 종명으로는 echintes, solaris, mauritensis, ellisii, ellisii pseudoplanci(아종 포함) 등이 사용되었다. 이 대부분의 명칭은 역사적 문헌에서의 혼동에서 비롯되었으나, Acanthaster ellisii는 동태평양 칼리포니아만의 특이한 불가사리를 나타내는 명칭으로 사용되었다.

## 생물학

### 독소

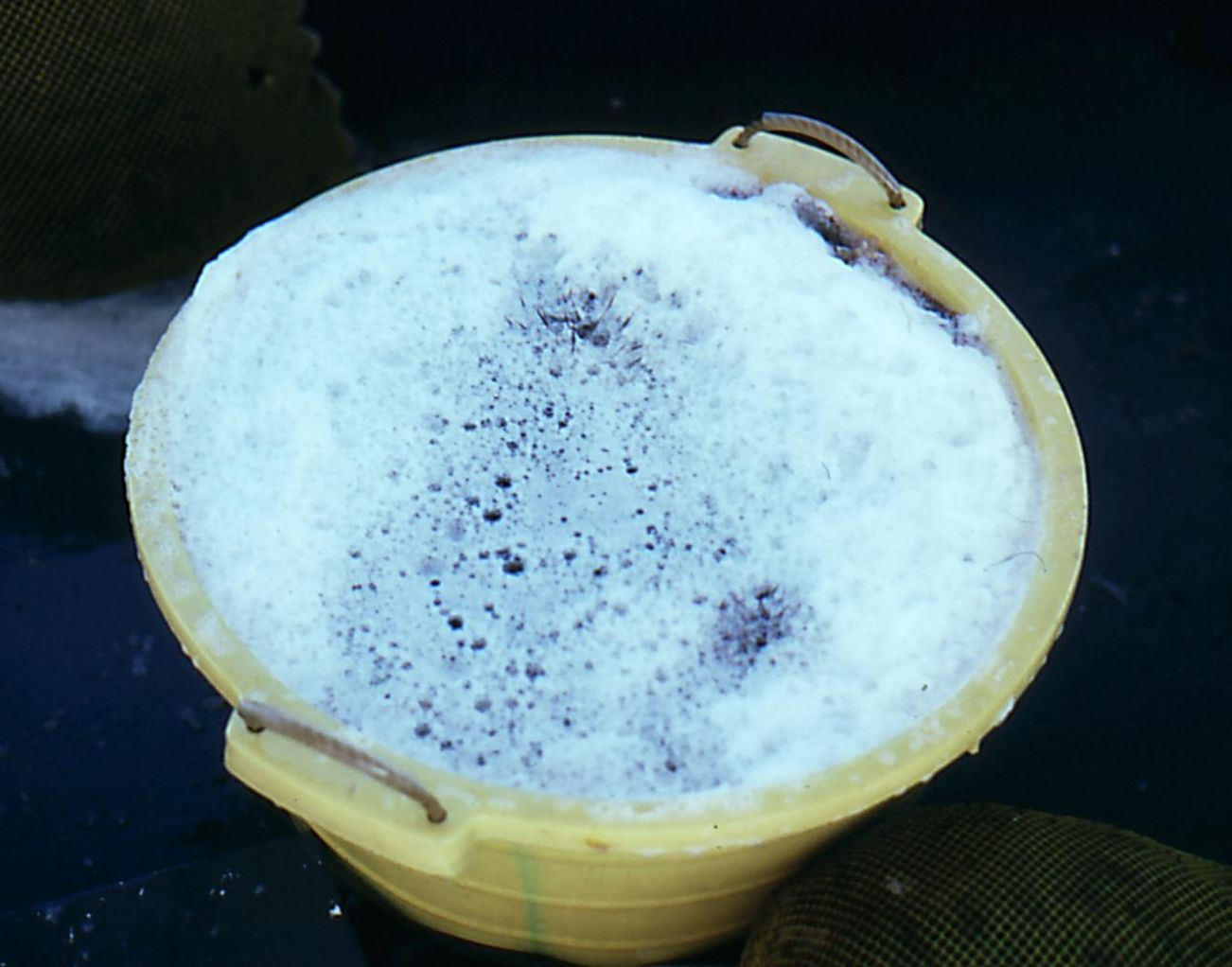
악마불가사리가 포함된 물에서 발생하는 거품

불가사리는 조직에 아스테로사포닌(asterosaponins)이라는 사포닌을 함유하고 있는 특징이 있다. 이들은 여러 종류의 사포닌을 혼합하여 포함하고 있으며, 이를 특성화하려는 화학적 연구가 최소 15건 이상 진행되었다. 사포닌은 세제와 유사한 성질을 지니며, 불가사리를 제한된 수량의 물과 산소 공급이 있는 환경에 두면 표면에 많은 양의 거품이 형성된다.

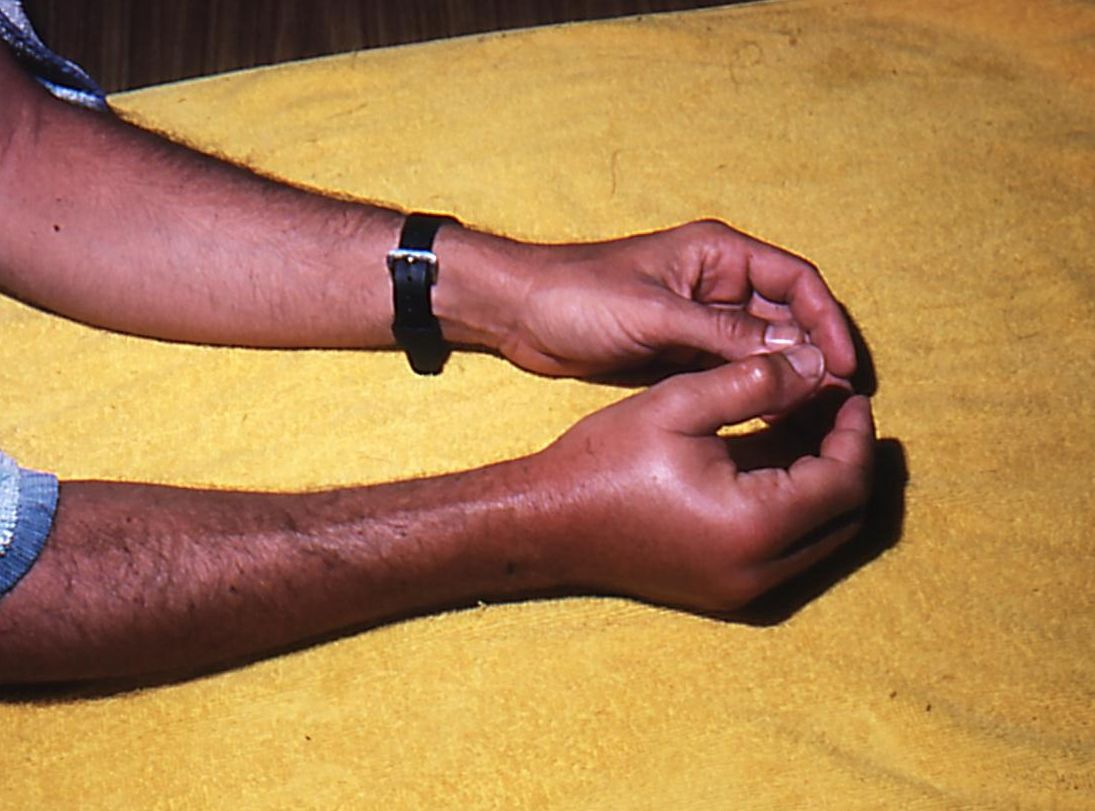
가시에 찔린 이후의 손

악마불가사리(Acanthaster planci)는 독을 주입하는 기작을 가지지 않지만, 가시가 포식자나 무심코 접촉한 사람의 피부를 뚫을 때 사포닌을 포함한 조직이 상처로 유출된다. 인간에게서는 즉시 날카롭고 따가운 통증이 발생하며, 이는 수 시간 동안 지속될 수 있다. 또한, 사포닌의 혈액 용해 효과로 인해 출혈이 지속되며, 메스꺼움과 조직 부종이 일주일 이상 지속될 수 있다. 가시는 쉽게 부러질 수 있으며, 이 경우 조직에 박혀 수술을 통해 제거해야 할 수 있다.
사포닌은 악마불가사리의 생애 전반에 걸쳐 나타나는 것으로 보인다. 알에 포함된 사포닌은 성체의 조직에 있는 것과 유사하며, 이는 유생으로 전이될 것으로 추정된다. 또한, 유생 불가사리를 먹으려는 포식자들이 거부하는 행동은 유생이 사포닌을 포함하고 있음을 시사한다.

### 행동
성체 악마불가사리(Acanthaster planci)는 산호 폴립을 주요 먹이로 하는 산호초성 포식자로, 부착성 무척추동물과 죽은 동물도 섭식한다. 이 불가사리는 많은 튜브발을 이용해 살아있는 산호 군체의 표면에 올라가며, 산호의 복잡한 표면에도 밀착할 수 있다. 이후 입을 통해 위장을 밖으로 내밀어 산호 표면을 덮으며, 위장 표면에서 분비되는 소화 효소를 통해 액화된 산호 조직에서 영양분을 흡수한다. 이로 인해 산호의 뼈대에 흰색의 상처가 남고, 그 위에 실모양의 조류가 빠르게 자라난다. 개체당 왕관가시불가사리는 연간 최대 6㎡(약 65ft²)의 살아있는 산호초를 섭취할 수 있다.
그레이트 배리어 리프 내 여러 산호초에서 진행된 연구에 따르면, 악마불가사리(지름 40cm 이상)는 겨울철에 하루 약 61cm²(9in²), 여름철에 하루 357 ~ 478 cm2(55 ~ 74 in2)의 산호를 소비하며, 작은 악마불가사리(지름 20 ~ 39 cm (8–15 in))는 각 계절에 따라 155 ~ 234 cm2(24 ~ 36 in2)의 산호를 섭취한다. 여름과 겨울의 먹이 섭취 및 이동 속도 차이는 악마불가사리가 변온동물로서 수온에 따라 체온과 대사율이 변하기 때문이다. 열대 산호초에서 왕관가시불가사리는 평균 이동 속도가 분당 35cm에 달하며, 이는 빠른 시간 내에 넓은 산호초 지역에 피해를 줄 수 있음을 설명한다.

## 인용
1. ↑  Petie, Ronald; Garm, Anders; Hall, Michael R. (2016). “Crown-of-thorns starfish have true image forming vision”. 《Frontiers in Zoology》 13 (1): 41. doi:10.1186/s12983-016-0174-9. ISSN 1742-9994. PMC 5013567. PMID 27605999.
2. ↑  “http://www.marine.usf.edu/reefslab/documents/evol_ecol2007/Carpenter(inpress).pdf” (PDF). 2012년 5월 1일에 원본 문서 (PDF)에서 보존된 문서. 2025년 4월 30일에 확인함. |title=에 외부 링크가 있음 (도움말)
3. ↑  Petie, Ronald; Garm, Anders; Hall, Michael R. (2016). “Crown-of-thorns starfish have true image forming vision”. 《Frontiers in Zoology》 13 (1): 41. doi:10.1186/s12983-016-0174-9. ISSN 1742-9994. PMC 5013567. PMID 27605999.
4. ↑  Caso, M.J. (1974). "External morphology of Acanthaster planci (Linnaeus)". Journal of the Marine Biological Association of India. 16 (1): 83–93.
5. ↑  “Crown-of-thorns starfish” (영어). 2025년 4월 20일.

악마불가사리가 많이 생길경우 이것을 악마불가사리의 대발생 이라고 한다